# Sancho de Guevara y Padilla
Sancho de Guevara y Padilla (... – Milano, 20 marzo 1585) è stato un generale spagnolo.
Fu Castellano del Castello Sforzesco di Milano dal 12 marzo 1574 al 20 aprile 1580 e per suo volere un edificio più antico posto nel Cortile delle Armi - oggi noto come l'Ospedale Spagnolo - fu trasformato in infermeria per il ricovero dei soldati della guarnigione.
Prima di arrivare a Milano fu ambasciatore presso la Repubblica di Genova.
Nel 1580 divenne Governatore di Milano e rimase in carica sino al 1583.
Ritiratosi a vita privata, morì a Milano nel 1585.